# French Exit
Pour plus de détails, voir Fiche technique et Distribution.
French Exit est un film américano-britannique réalisé par Azazel Jacobs, sorti en 2020.

## Synopsis
Frances Price, riche et célèbre femme New-Yorkaise, décide de déménager à Paris après la faillite et la mort de son mari. Presque sans le sou, elle part s'installer dans un appartement vacant d'une amie, avec son fils Malcolm et leur chat Small Frank, qui n’est autre que la réincarnation de son défunt mari.

## Fiche technique
- Titre : French Exit
- Titre québécois : Sortie côté tour
- Réalisation : Azazel Jacobs
- Scénario : Patrick deWitt d'après son roman
- Production : Trish Dolman, Olivier Glaas, Christine Haebler, Katie Holly, Christina Piovesan, Noah Segal, Mal Ward
  - Production déléguée : Azazel Jacobs, Patrick DeWitt, Matt Aselton, Ian Cooper, Adrian Love, Stuart Manashil, Vincent Maraval, Marc Marrie, Laurie May, Darrin Navarro, Thorsten Schumacher, Lars Sylvest
- Société de distribution : Sony Pictures Entertainment
- Photographie : Tobias Datum
- Musique : Nicholas deWitt
- Pays d'origine : États-Unis, Royaume-Uni
- Genre : comédie dramatique, fantastique
- Dates de sortie :
  - États-Unis : 11 octobre 2020 (avant première au festival du film de New York)[1],[2] - 12 février 2021 (sortie en salles)
  - France : 17 juin 2021 (en VOD)

## Distribution
- Michelle Pfeiffer (VF : Emmanuèle Bondeville ; VQ : Élise Bertrand) : Frances Price
- Lucas Hedges (VF : Martin Faliu ; VQ : Alexandre Bacon) : Malcolm Price
- Tracy Letts (VF : Guy Chapellier) : Franklin Prince (voix)
- Valerie Mahaffey (VF : Élisabeth Fargeot ; VQ : Michèle Lituac) : Mme Reynard
- Susan Coyne (VF : Véronique Augereau ; VQ : Claudine Chatel) : Joan
- Imogen Poots (VF : Karine Foviau ; VQ : Stéfanie Dolan) : Susan
- Danielle Macdonald (VF : Julia Boutteville ; VQ : Catherine Brunet) : Madeleine
- Isaach de Bankolé : Julius
- Daniel DiTomasso (VF : Anatole de Bodinat ; VQ : Éric Bruneau) : Tom
- Matt Holland (VF : Jean-Marc Charrier) : directeur
- Christine Lan (VF : Kaïna Blada) : Sylvia
- Robert Higden (VF : Edgar Givry) : Mr Baker
- Larry Day (VF : Gabriel Le Doze) : Ralph Rudy
- Laura Mitchell (VF : Colette Marie) : hôtesse
- Christopher B. MacCabe (VF : Jean-Marc Charrier) : Daniel
- Julian Baile (VF : Nicolas Dangoise) : policier
- Christopher Hayes (VF : Nicolas Dangoise) : serveur sur le beateau
- Bruce Dinsmore (VF : Jean-Marc Charrier) : Capitaine
- Vlasta Vrana (VF : Patrick Préjean) : Boris Maurus (médecin du bord)
- Jean-Michel Le Gal : Agent des douanes
- Younes Bouab : homme dans le parc
- Stéphane Boucher : l'homme dans la rue

 Source et légende : version française (VF) sur RS Doublage et carton de doublage sur Netflix.

## Distinctions

### Récompense
- Canadian Screen Awards de la meilleure actrice pour Michelle Pfeiffer

### Nomination
- Golden Globes 2021 : Meilleure actrice dans un film musical ou une comédie pour Michelle Pfeiffer

### Sélection
- Berlinale 2021 : Hors compétition